# 諾克
諾克（英語：Knock）是位於愛爾蘭梅奧郡的一個村鎮。據説在1879年8月21日，聖約瑟夫、聖約翰以及聖母瑪利亞在人們面前顯聖而聞名遐邇，從此之後，這個村鎮成爲了天主教徒的朝聖地，如今每年有超過150萬人到訪此地，1979年羅馬教皇約翰保羅二世在百周年之際訪問了諾克。2018年8月26日，為出席第九届“世界家庭會議”，教宗方濟各在走訪愛爾蘭各地教區之際，也特意到訪了諾克村大教堂。
諾克與法國的盧爾德、葡萄牙的花地瑪并列為歐洲天主教國家的三大朝聖地。